# Vindknattane
Die Vindknattane (norwegisch für Windvorsprünge) sind kleine, bis zu 962 m hohe Felsvorsprünge im ostantarktischen Königin-Maud-Land. Sie ragen an der Ostflanke des Høgisen in den Kraulbergen auf.
Wissenschaftler des Norwegischen Polarinstituts benannten sie 1970.